# برينت شو
برينت شو هو مؤرخ كندي، ولد في 27 مايو 1947 في إدمونتون في كندا.